# Hrabstwo Humboldt (Kalifornia)
Hrabstwo Humboldt (ang. Humboldt County) – hrabstwo w stanie Kalifornia w Stanach Zjednoczonych. Obszar całkowity hrabstwa obejmuje powierzchnię 4052,22 mil² (10495,2 km²). Według szacunków United States Census Bureau w roku 2009 miało 129 623 mieszkańców.
Hrabstwo powstało w 1853 roku.
Na jego terenie znajdują się:
- miejscowości – Arcata, Blue Lake, Eureka, Ferndale, Fortuna, Rio Dell, Trinidad
- CDP – Alderpoint, Bayview, Benbow, Big Lagoon, Cutten, Fieldbrook, Fields Landing, Garberville, Humboldt Hill, Hydesville, Indianola, Loleta, Manila, McKinleyville, Miranda, Myers Flat, Myrtletown, Orick, Phillipsville, Pine Hills, Redcrest, Redway, Samoa, Scotia, Shelter Cove, Westhaven-Moonstone, Weott, Willow Creek
- Park stanowy - Prairie Creek Redwood